# Garden Terrace (八戸市)
Garden Terrace（ガーデンテラス）は、青森県八戸市六日町にある複合ビル。2016年（平成28年）7月30日開業。ヤフービルとも呼ばれる。

## 概要
冠婚葬祭互助会を営む江陽閣が、Rec.の松和ビルとマルマツの八戸ビル跡地を取得して建設した複合ビルである。2018年（平成30年）開業の八戸まちなか広場 マチニワと隣接しており、六日町から三日町に通り抜けできる仕様になっている。
1階には公営書店の八戸ブックセンターなど、2、3階にはチーノはちのへから移転してきたヤフー八戸センター、4階にはレストランが入る。

### 館内施設・テナント
| 階  | 施設                                  |
| --- | ------------------------------------- |
| 1階 | - 八戸ブックセンター - リトルプランツ |
| 2階 | - LINEヤフー八戸センター              |
| 3階 | - LINEヤフー八戸センター              |
| 4階 | - THIRD PLACE サードプレイス          |